# Javier Setó
Xavier Setó i Casanova (Lleida, 1926 – Madrid, 1969) més conegut com a Javier Setó fou un guionista i director de cinema català.

## Carrera professional
Setó va iniciar-se en el cinema amateur i poc després donà el salt a les produccions professionals com a meritori i ajudant de direcció. Va debutar com a director a Barcelona de la mà d'Ignació F. Iquino, qui li va produir les seves tres primeres cintes. En aquesta primera etapa catalana el director va realitzar un cinema molt vinculat a les modes de l'època. La seva primera cinta Mercado prohibido (1952) fou de caràcter criminal. Més tard rodà Fantasía española (1953) categoritzada amb el malnom d'espanyolada. També va tocar el cinema anti-costumista amb Pasaporte de un ángel (1953). La seva segona etapa es desenvolupà a Madrid. A la capital espanyola desenvolupa cintes de caràcter comercial. L'any 1956 rodà Saeta Rubia que girà al voltant de la figura d'Alfredo Di Stéfano. Més tard, Setó dirigí Pelusa (1961), cinta que representà l'estrena a la pantalla gran de Marujita Díaz. Amb la folklòrica espanyola també va rodar Han robado una estrella (1961), Lulú (1962) i Abuelita Charleston (1962). Setó també va tocar el camp de la coproducció. Amb Itàlia va coproduir la quarta cinta del serial Pan, amor y... que portà per títol Pan, amor y... Andalucia (1958). La seva obra més ambisiosa fou una coproducció amb els Estats Units titulada El valle de las espadas (1962), basada en un romanç de Fernando Fernán Gómez. Linda Darnell, Broderick Crawford i Frankie Avalon en foren els protagonistes.
Tot i tenir una extensa filmografia a causa de la seva rapidesa en els rodatges, Setó només va dirigir pel·lícules des de principis dels cinquanta fins a finals dels seixanta.

## Filmografia seleccionada
- Mercado prohibido (1952)
- Bronce y Luna (1952)
- Fantasía española (1953)
- Pasaporte para un ángel (1953)
- Duelo de pasiones (1954)
- Mañana cuando amanezca (1954)
- El puente del diablo (1955)
- Ha pasado un hombre (1955)
- Saeta rubia (1956)
- Maravilla (1957)
- Pan, Amor y... Andalucia (1958)
- La corista (1960)
- Pelusa (1961)
- Han robado una estrella (1961)
- Abuelita Charleston (1962)
- El valle de las espadas (1962)
- Lulú (1962)
- El escándalo y las otoñales (codir. Mario Girolemi) (1963)
- Flor salvaje (1964)
- El misterioso señor Van Eyck (1964)
- Tabú (1965)
- La llamada (1965)
- Querido profesor (1966)
- Viaje al vacio (1967)
- Long Play (1968)
- Viva América (1969)